# Dhivehi Premier League
La Dhivehi Premier League, llamada Ooredoo Dhivehi Premier League por razones de patrocinio, es la liga de fútbol más importante de Maldivas. Creada el 22 de diciembre de 2014 para sustituir a la Dhivehi League, es organizada por la Asociación de Fútbol de las Maldivas. La idea de la liga fue por parte del comité de normalización de la FIFA.

## Formato
En la liga participan ocho equipos y se juega de agosto a noviembre, en donde se enfrentan a dos vueltas todos contra todos para contablilzar 14 partidos. El campeón clasifica a la fase de grupos de la Copa AFC y el subcampeón juega la fase clasificatoria de la Copa AFC, mientras que el último lugar desciende a la Segunda División de Maldivas.
A partir de la temporada 2018 la liga se expande a 10 equipos.

## Equipos 2023
| Equipo              | Ciudad        |
| ------------------- | ------------- |
| Buru Sports Club    | Machchangolhi |
| Club Eagles         | Maafannu      |
| Club Green Streets  | Machchangolhi |
| Club Valencia       | Machchangolhi |
| Maziya S&RC         | West Maafannu |
| Super United Sports | Machchangolhi |
| TC Sports Club      | Henveiru      |
| United Victory      | Galolhu       |

## Ediciones anteriores
| Temporada | Campeón        | Finalista      |
| --------- | -------------- | -------------- |
| 2015      | New Radiant SC | TC Sports Club |
| 2016      | Maziya S&RC    | TC Sports Club |
| 2017      | New Radiant SC | TC Sports Club |
| 2018      | TC Sports Club | Club Eagles    |
| 2019-20   | Maziya S&RC    | Club Eagles    |
| 2020-21   | Maziya S&RC    | Club Valencia  |
| 2022      | Maziya S&RC    | Club Eagles    |

## Tabla histórica
Actualizado el 26 de diciembre de 2019.
| Pos. | Equipo                | PJ | PG | PE | PP | GF  | GC  | DG.  | Pts. | Títulos | Actualmente            |
| ---- | --------------------- | -- | -- | -- | -- | --- | --- | ---- | ---- | ------- | ---------------------- |
| 1    | Maziya S&RC           | 81 | 53 | 15 | 13 | 214 | 80  | +134 | 174  | 2       | Dhivehi Premier League |
| 2    | New Radiant SC        | 65 | 45 | 12 | 8  | 132 | 69  | +63  | 147  | 2       | Inactivo               |
| 3    | TC Sports Club        | 65 | 44 | 10 | 11 | 157 | 63  | +94  | 142  | 1       | Dhivehi Premier League |
| 4    | Club Eagles           | 51 | 28 | 16 | 7  | 109 | 36  | +73  | 100  | 0       | Dhivehi Premier League |
| 5    | Victory SC            | 67 | 12 | 10 | 45 | 56  | 153 | -87  | 46   | 0       | Dhivehi Premier League |
| 6    | Green Streets         | 30 | 13 | 3  | 14 | 50  | 57  | -7   | 42   | 0       | Dhivehi Premier League |
| 7    | United Victory        | 37 | 9  | 12 | 16 | 44  | 66  | -22  | 39   | 0       | Dhivehi Premier League |
| 8    | Club Valencia         | 35 | 10 | 6  | 19 | 48  | 56  | -8   | 36   | 0       | Inactivo               |
| 9    | Foakaidhoo FC         | 32 | 8  | 8  | 16 | 35  | 61  | -26  | 32   | 0       | Dhivehi Premier League |
| 10   | BG Sports Club        | 35 | 6  | 12 | 17 | 33  | 56  | -23  | 30   | 0       | Segunda División       |
| 11   | Nilandhoo FC          | 32 | 8  | 3  | 21 | 44  | 114 | -70  | 27   | 0       | Dhivehi Premier League |
| 12   | Da Grande SC          | 16 | 5  | 6  | 5  | 23  | 21  | +2   | 21   | 0       | Dhivehi Premier League |
| 13   | Thinadhoo FT          | 14 | 5  | 3  | 6  | 23  | 18  | +5   | 18   | 0       | Inactivo               |
| 14   | Milandhoo FC          | 14 | 3  | 5  | 6  | 18  | 26  | -8   | 14   | 0       | Inactivo               |
| 15   | Maalhos FT            | 14 | 2  | 3  | 9  | 18  | 40  | -22  | 9    | 0       | Inactivo               |
| 16   | Baa Fehendhoo         | 9  | 1  | 1  | 7  | 2   | 30  | -28  | 4    | 0       | Segunda División       |
| 17   | Kudavuhadhoo FC       | 14 | 0  | 3  | 11 | 6   | 40  | -34  | 3    | 0       | Inactivo               |
| 18   | Mahibadhoo SC         | 14 | 0  | 2  | 12 | 12  | 47  | -35  | 2    | 0       | Segunda División       |
| 19   | Thaan Thimarafushi FC | 9  | 0  | 1  | 8  | 2   | 37  | -35  | 1    | 0       | Segunda División       |